# Opal
Der Opal ist ein häufig vorkommendes Mineral aus der Mineralklasse der „Oxide und Hydroxide“. Als amorpher Festkörper besitzt Opal (ähnlich wie Glas) keine Kristallstruktur und tritt meist als massige Adernfüllung oder knollig ausgebildet auf.
Opale werden ausschließlich zu Schmucksteinen verarbeitet.

## Etymologie und Geschichte
Das Wort Opal wurde aus dem Lateinischen opalus beziehungsweise dem Griechischen ὀπάλλιος opallios für ‚kostbarer Stein‘ entlehnt und geht vermutlich auf upala aus dem Sanskrit zurück. Laut Allan W. Eckert in dessen Werk The World of Opals wurden damit verschiedene Gesteine bezeichnet, während die frühen Magyaren Opalminen opálbánya nannten.
Opale galten bereits in der Antike als besonders wertvolle Edelsteine, die teilweise sogar höher als der Diamant bewertet wurden. Plinius der Ältere schrieb dazu: „[…] ihm ist ein Feuer eigen, feiner des im Carbunculus, er besitzt den purpurnen Funken des Amethystes und das Seegrün des Smaragdes und eine überhaupt unglaubliche Mischung des Lichts“ (Naturalis historia 37,21).

## Klassifikation
In der veralteten 8. Auflage der Mineralsystematik nach Strunz gehörte der Opal zur Mineralklasse der „Oxide und Hydroxide“ und dort zur Abteilung „MO2- und verwandte Verbindungen“, wo er zusammen mit dem bisher als fragliches Mineral geltenden Lechatelierit die „Lechatelierit-Opal-Gruppe“ mit der System-Nr. IV/D.01c bildete.
Im zuletzt 2018 überarbeiteten und aktualisierten Lapis-Mineralienverzeichnis nach Stefan Weiß, das sich im Aufbau noch nach dieser alten Form der Systematik von Karl Hugo Strunz richtet, erhielt das Mineral die System- und Mineral-Nr. IV/D.01-080. In der „Lapis-Systematik“ entspricht dies ebenfalls der Abteilung „Oxide mit dem Stoffmengenverhältnis Metall : Sauerstoff = 1 : 2 (MO2 und verwandte Verbindungen)“, wo Opal zusammen mit Bosoit, Chibait, Coesit, Cristobalit, Lechatelierit, Melanophlogit, Mogánit, Quarz, Seifertit, Stishovit, Tridymit die „Quarzreihe“ mit der System-Nr. IV/D.01 bildet.
Die von der International Mineralogical Association (IMA) zuletzt 2009 aktualisierte 9. Auflage der Strunz'schen Mineralsystematik ordnet den Opal ebenfalls in die Klasse der „Oxide und Hydroxide“ und dort in die Abteilung der „Metall : Sauerstoff = 1 : 2 und vergleichbare“ ein. Diese ist allerdings weiter unterteilt nach der relativen Größe der beteiligten Kationen und der Verwandtschaftsbeziehung der Minerale bzw. der Kristallstruktur, so dass das Mineral entsprechend seiner Zusammensetzung in der Unterabteilung „Mit kleinen Kationen: Kieselsäure-Familie“ zu finden ist, wo es nur noch zusammen mit Tridymit die „Opalgruppe“ mit der System-Nr. 4.DA.10 bildet.
Im Gegensatz zu den Strunz'schen Systematiken ordnet die vorwiegend im englischen Sprachraum gebräuchliche Systematik der Minerale nach Dana den Opal in die Klasse der „Silikate“ und dort in die Abteilung der „Gerüstsilikatminerale“ ein. Hier ist er als einziges Mitglied in der unbenannten Gruppe 75.02.01 innerhalb der Unterabteilung „Gerüstsilikate: tetraedrisches Si-Gitter, SiO2 mit H2O und organischen Molekülen“ zu finden.

## Eigenschaften

### Chemische und allgemeine physikalische Eigenschaften
Als eines der wenigen amorphen Minerale besteht Opal aus hydratisiertem Kieselgel mit der allgemeinen chemischen Zusammensetzung SiO2·nH2O. Der Wassergehalt beträgt meist zwischen 4 und 9 Prozent, kann aber bis etwa 20 Prozent erreichen. Opale können durch Fluorwasserstoffsäure und Kalilauge aufgelöst werden. Opal schmilzt beim Erhitzen über offener Flamme nicht, sondern wird matt und knistert.

### Optische Eigenschaften
Viele Opale werden aufgrund ihres buntfleckigen, schillernden Farbenspiels als Schmucksteine verwendet. Dieses sogenannte Opalisieren tritt vor allem bei Edelopalen auf. Es entsteht durch Reflexion und Interferenz der Lichtstrahlen zwischen den Kügelchen aus Kieselgel, die zwischen 150 und 400 Nanometer groß sind. Bei Edelopalen sind diese Kieselgelkugeln etwa gleich groß und liegen in regelmäßiger Anordnung und dicht gepackt vor.
Der ähnlich klingende Ausdruck Opaleszenz bezeichnet einen milchig-bläulichen, dem Perlglanz ähnlichen optischen Effekt der gemeinen Opale.
Vom Farbspiel zu unterscheiden ist die jeweilige Grundfarbe der Opale. Verbreitet sind Schwarz, Weiß, Grau, Blau, Grün und Orange. Die Grundfarbe ist unabhängig vom Farbenspiel und hängt unter anderem von der chemischen Zusammensetzung der Gesteine ab, in denen die Opale entstanden sind. Einen Einfluss haben im Umgebungsgestein enthaltene chemische Elemente wie Eisen, Cobalt, Kupfer, Nickel, Silber.

## Varietäten
Das Kieselgel selbst ist farblos oder allenfalls schwach gefärbt. Farblose oder wasserklare Varietäten werden entsprechend als Glas- oder Milchopal bezeichnet. Durch verschiedenfarbige Verunreinigungen kann der Opal aber dennoch alle möglichen dunkleren Grundfarben, auch Körperfarbe genannt, annehmen. Graue, bernsteingelbe, rote, braune und seltener schwarze Varietäten kommen vor. In der Schmuckindustrie wird zwischen Edelopalen und Gemeinen Opalen unterschieden.
Angel-Skin-Opal ist dagegen eine irreführende Bezeichnung für ein dem Opal ähnliches Mineral namens Palygorskit von weißer bis rosiger Farbe.
Eine spektakuläre, aber äußerst seltene Varietät sind die sogenannten „Pineapple Opale“ (auch Opal-Pineapple), igel- bzw. ananasförmige Pseudomorphosen von Opal nach Ikait, die bisher nur in Opalfeldern nahe White Cliffs und Andamooka in Australien gefunden wurden.

### Edelopal und dessen Handelsnamen

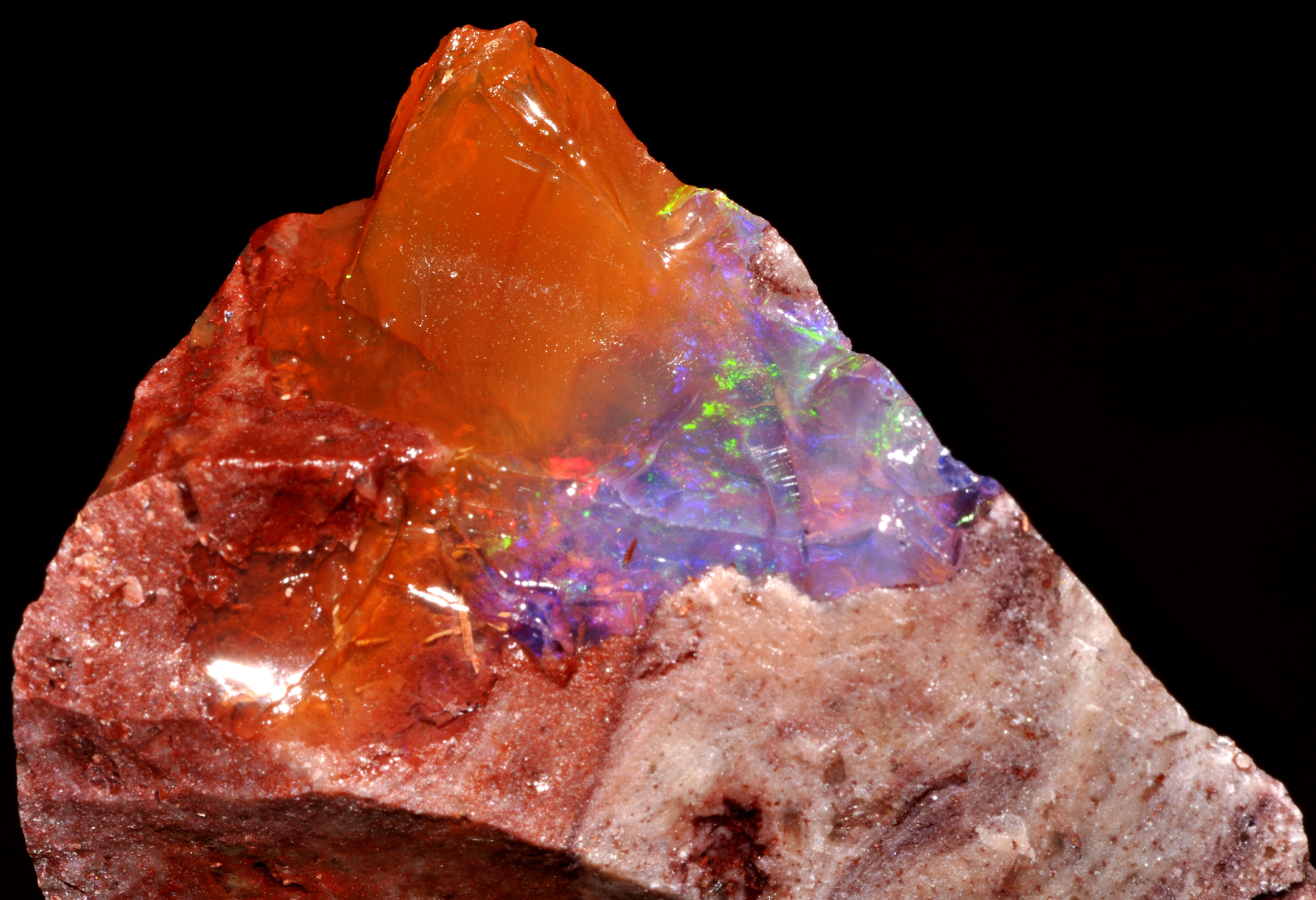
Edelopal mit vollem Farbenspiel und Feueropal auf einer Stufe

Allgemein werden Opale mit lebhaftem, opalisierendem Farbenspiel in Edelsteinqualität als Edelopale bezeichnet. Im Gegensatz dazu haben Gemeine Opale, die in Australien potch genannt werden, kein Farbenspiel. Eine Besonderheit bilden die Feueropale aus Mexiko, die ohne Farbenspiel eine einheitliche durchsichtige Farbe zeigen und zu den Edelopalen zählen.
Das Hauptvorkommen des seltenen Schwarzen Opals liegt bei Lightning Ridge (New South Wales in Australien), vor allem in den Opalfeldern Coocoran, Grawin und Glengarry. Weitere größere Fundorte in Australien sind Mintabie in South Australia, kleinere Funde sind ebenfalls aus Coober Pedy und Andamooka bekannt. Neuere Funde stammen aus der Stayish Mine in Äthiopien. Unterschieden wird neben dem Schwarzen Opal der Schwarze Kristallopal, der bis zu einem gewissen Grad durchsichtig ist. Daneben gibt es den Dunklen Opal, der auch bei Durchlicht dunkel bleibt, und den Hellgrauen Opal. Die Vorkommen dieser Varietäten liegen vor allem bei Mintabie, sie werden dort gefunden, wo Schwarze Opale vorkommen.
Helle Opale wurden früher Weiße Opale genannt. Die Vorkommen liegen in South Australia bei Coober Pedy, Mintabie, White Cliffs und auch in Brasilien. Die hellen Edelopale werden in Heller Kristallopal und Jelly-Opal unterschieden.
Ein Girasol-Opal ist ein fast farbloser, durchsichtiger Edelopal mit einem bläulichen Schimmer. Die oft verwendete Kurzbezeichnung Girasol ist als Handelsname irreführend, da sich dahinter verschiedene Mineral-Varietäten verbergen können, so unter anderem ein Bergkristall mit milchigem Lichtschimmer (auch Girasol-Quarz) und ein Saphir-Katzenauge (auch Girasol-Saphir oder Orientalischer Girasol).
Eine Besonderheit sind die Opale im australischen Queensland, die unter Boulder-Opal zusammengefasst werden. Es gibt Boulder-Matrix-Opale, die mit dem limonitischen Gestein verbunden, und Yowah-Nuss-Opale, die von einer eisenhaltigen Schale umschlossen sind. Heller, Dunkler und Black Boulder haben das entsprechende Farbenspiel im Gestein. Daneben gibt es den Boulder-Split, einen in Lagerrichtung aufgespaltenen Opal mit identischem Farbmuster.
Die Feueropale aus Mexiko (Jalisco bei Magdalena) und Brasilien (Rio Grande do Sul bei Campos Burgos und Piauí bei Pedro II) gibt es mit und ohne Farbenspiel; die mit Farbenspiel werden für den Handel meist facettiert.
Die Dendritenopale, auch Moosopale genannt, sind durch vielfältige Farben gekennzeichnet. Sie werden in Niederösterreich (Dobersberg), Tschechien (Český Krumlov), Sambia (Lake Kariba), Peru und in Western Australia bei Norseman gefunden. Sie zählen bei vorhandenem Farbenspiel zu den Edelopalen.
Sehr begehrt, äußerst selten und kostbar ist der Harlekin-Opal, bei dem das Farbmuster aus einzelnen Farbflecken nahezu gleich groß sind und rechtwinklig zueinander stehen. Die Farbflecken besitzen jeweils einen charakteristischen „Rolling-Flash-Effekt“ (brillante Farben, die über die Oberfläche des Opals rollen). Funde mit diesem Muster werden überwiegend in den Lagerstätten um Lightning Ridge getätigt.
Häufig werden Opale nach ihren Fundorten benannt, beispielsweise der Lightning-Ridge-Schwarzopal, der Mexikanische Schwarzopal, der Andamooka-Kristallopal oder der Andenopal.

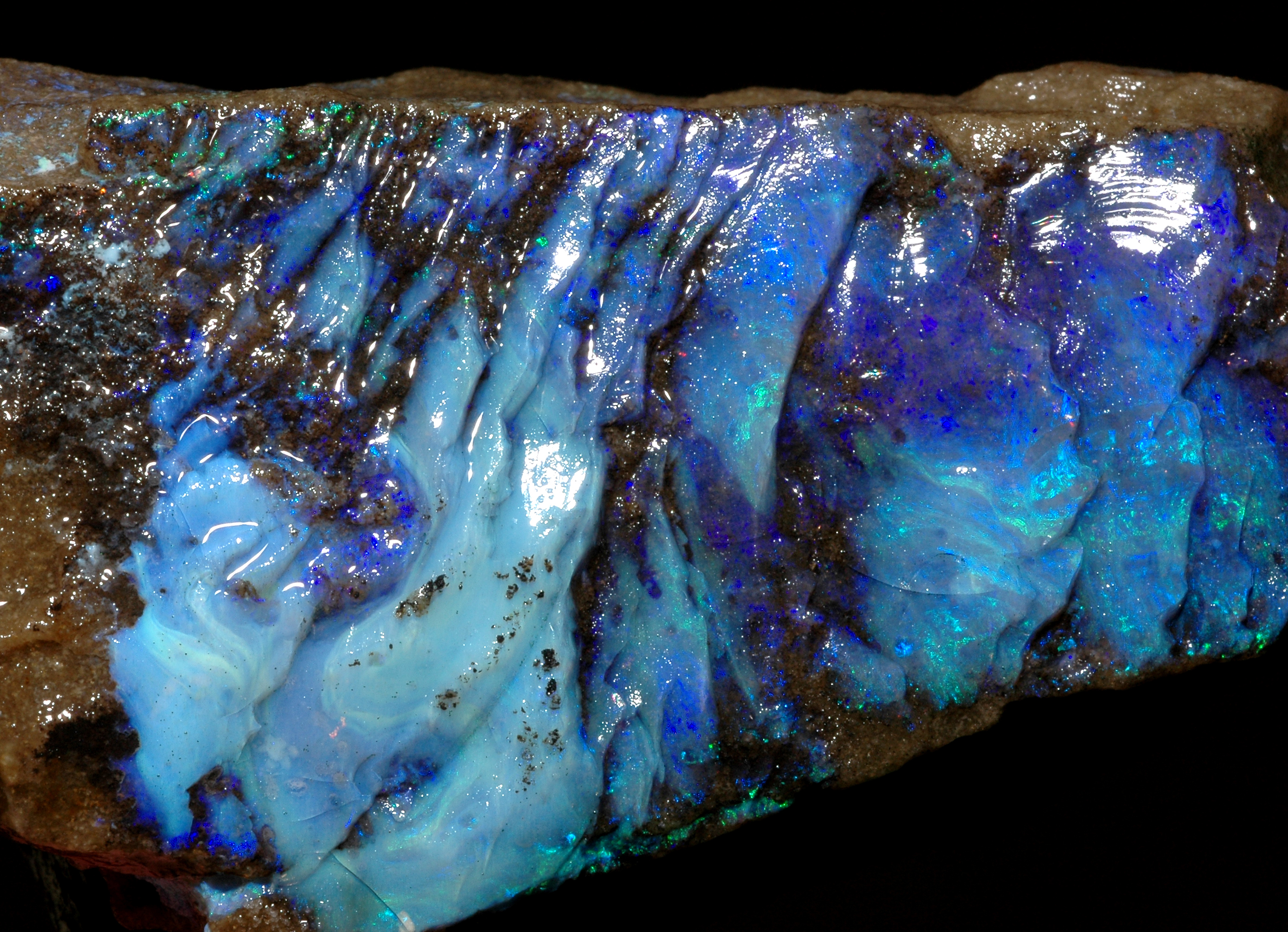
Dunkler (schwarzer) Opal, Rohstein
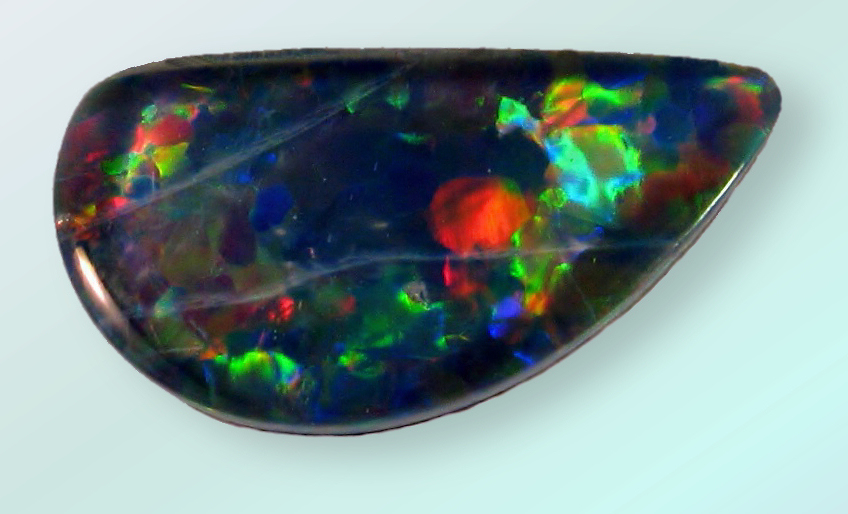
Dunkler Opal, geschliffen
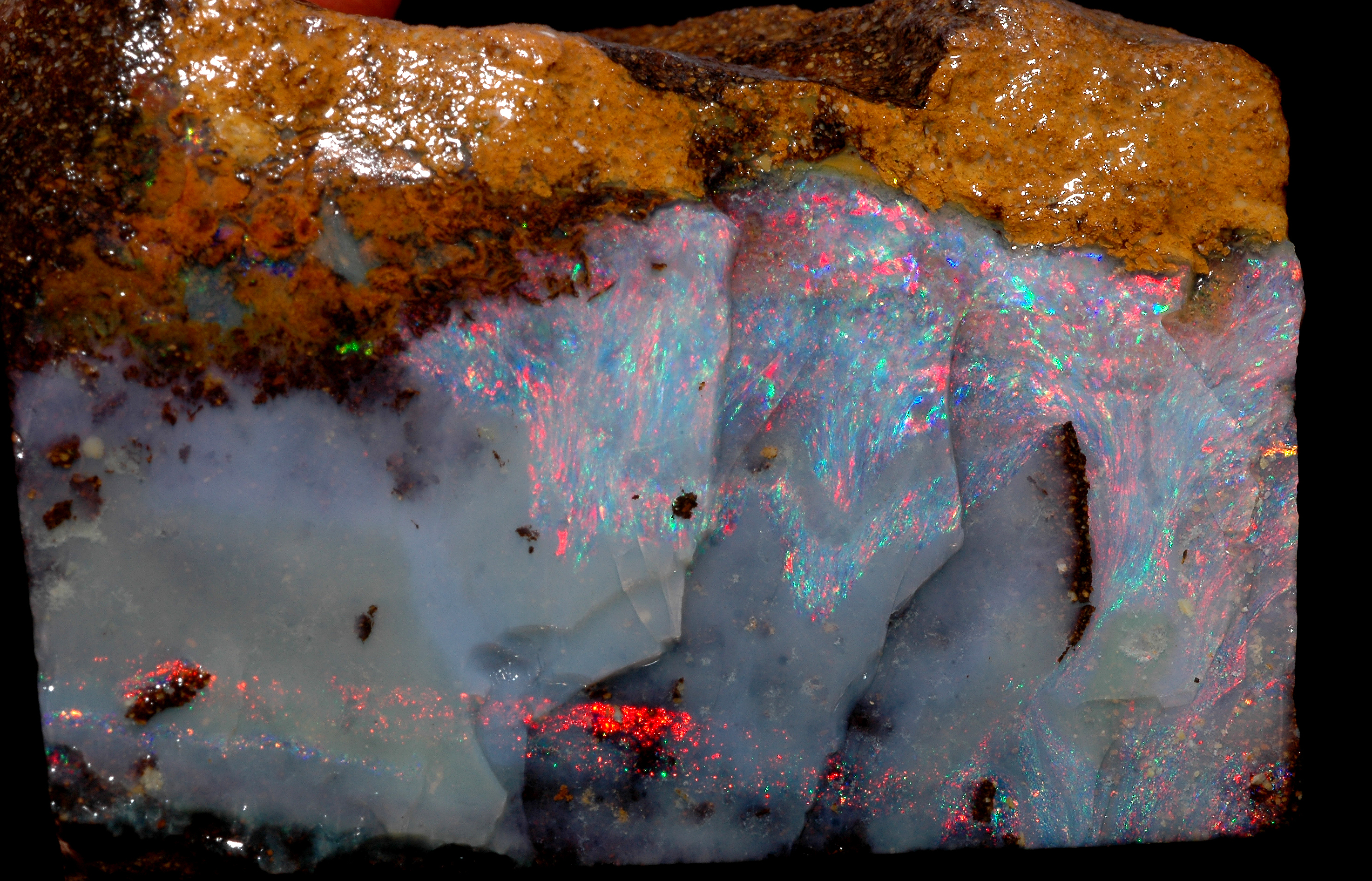
Heller (Weißer) Opal, Rohstein
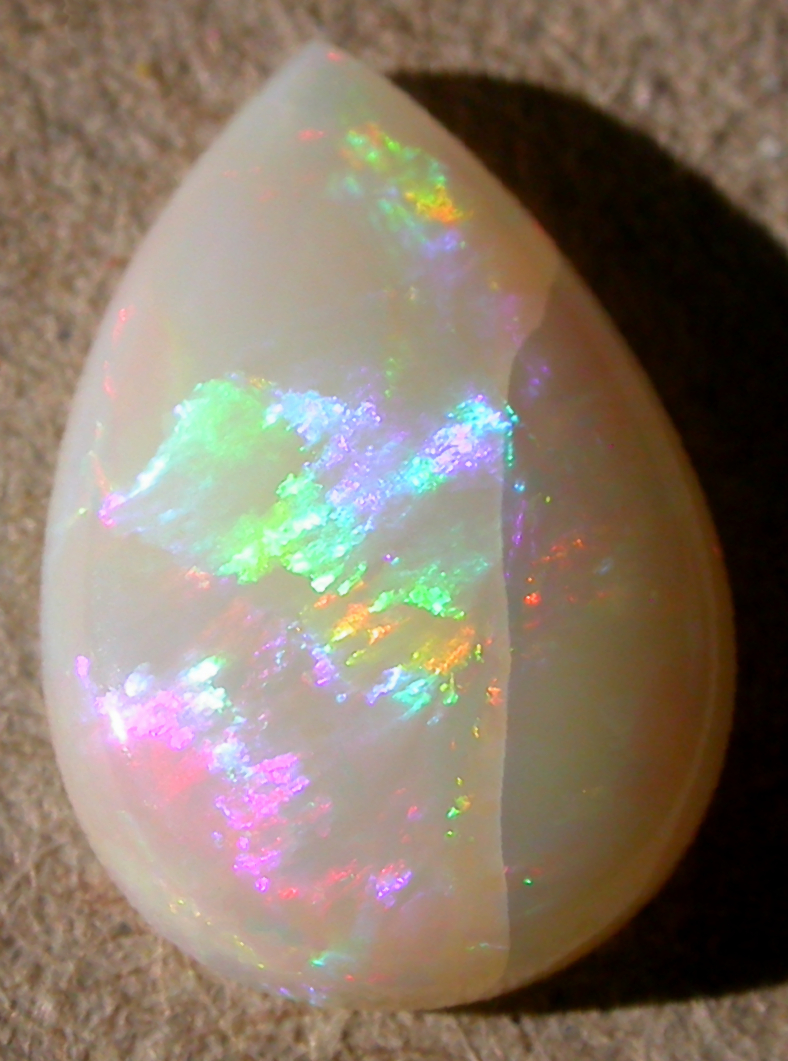
Heller (Weißer) Opal, geschliffen
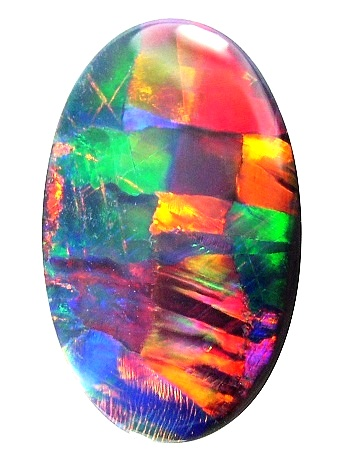
Harlekin-Opal
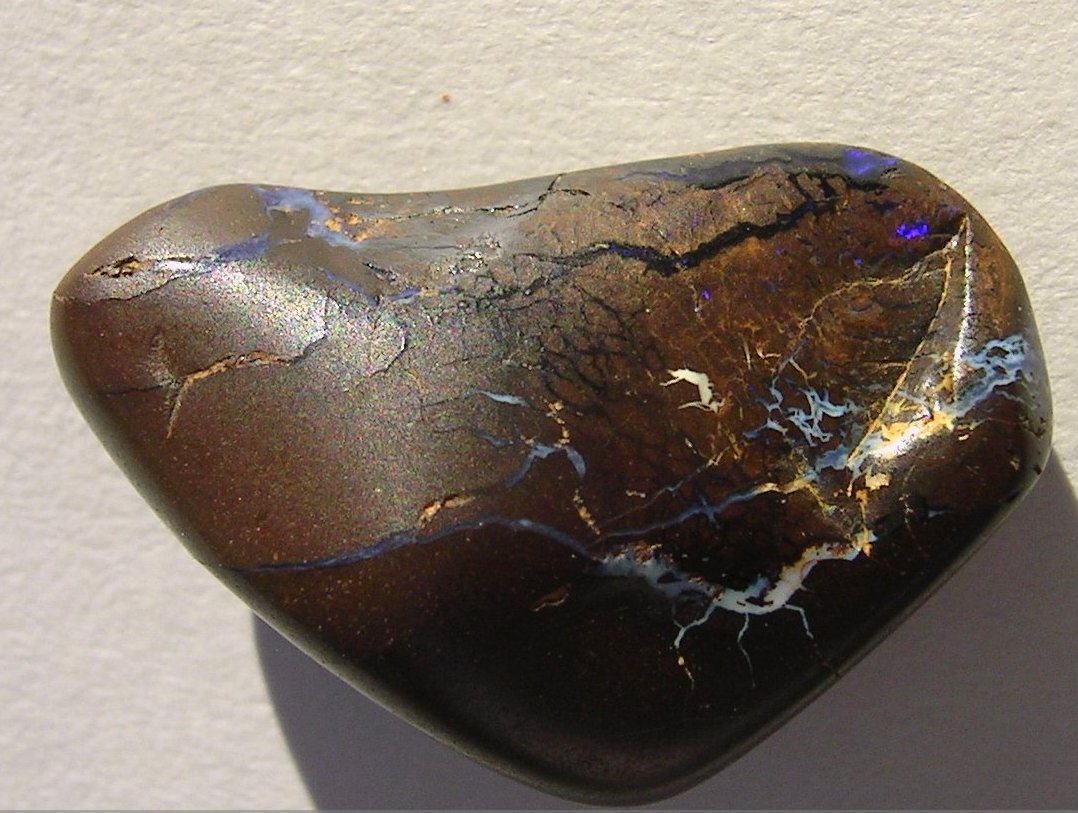
Opalmatrix
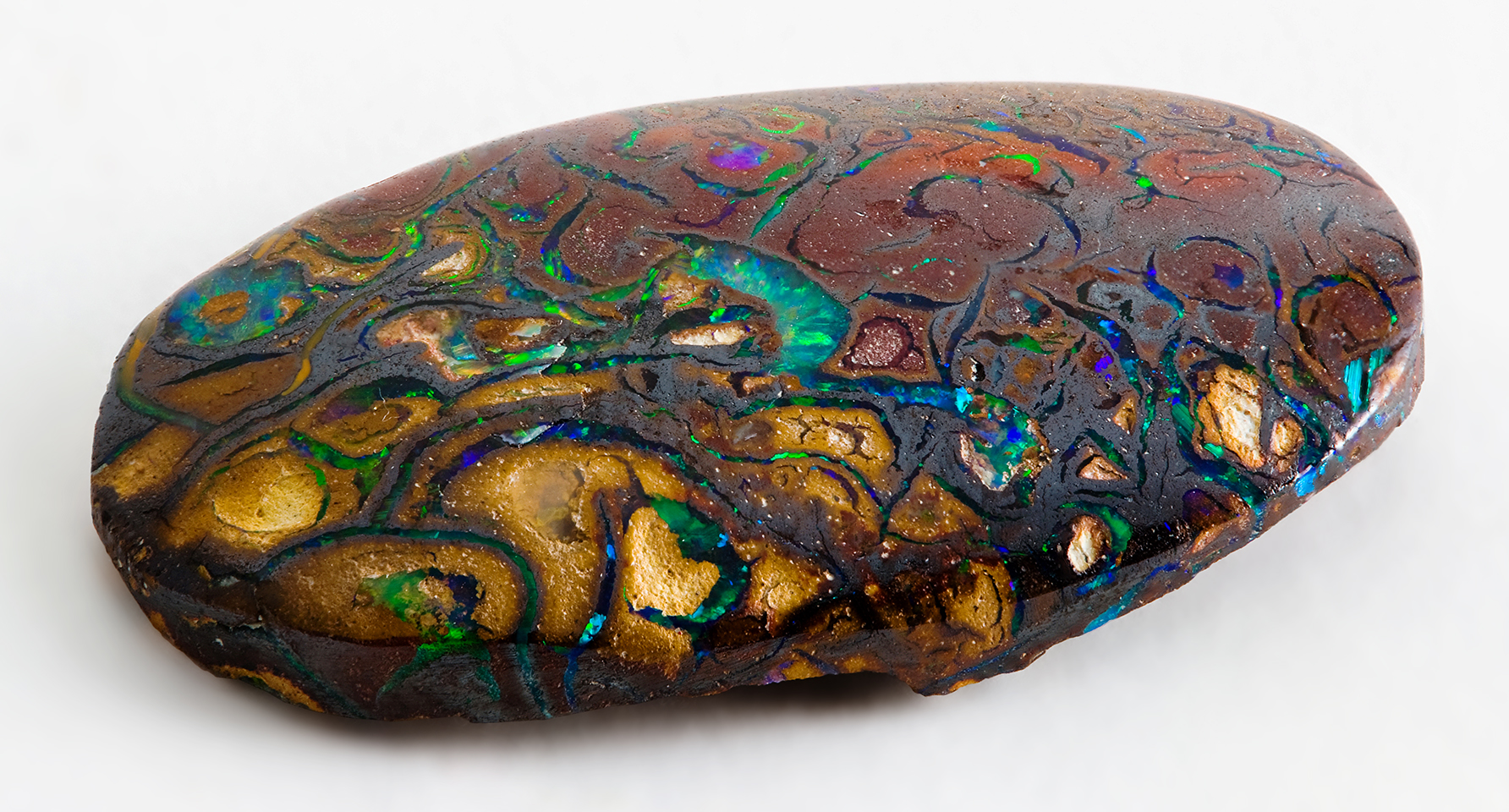
Boulder-Opal
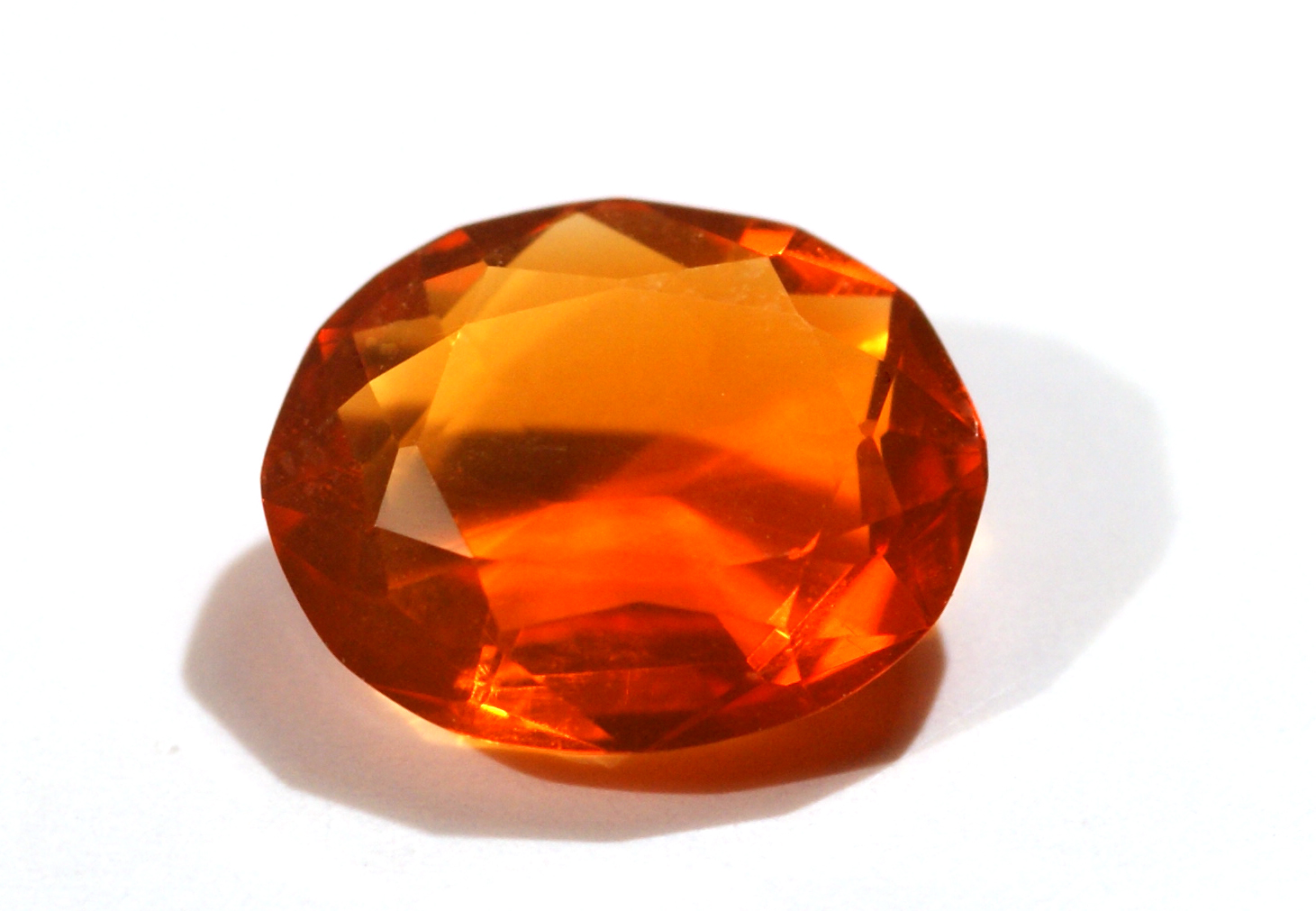
Feueropal (Mexiko)
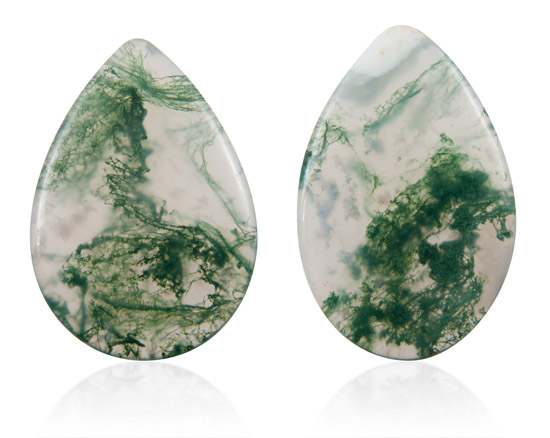
Moos-Opal

### Gemeiner Opal

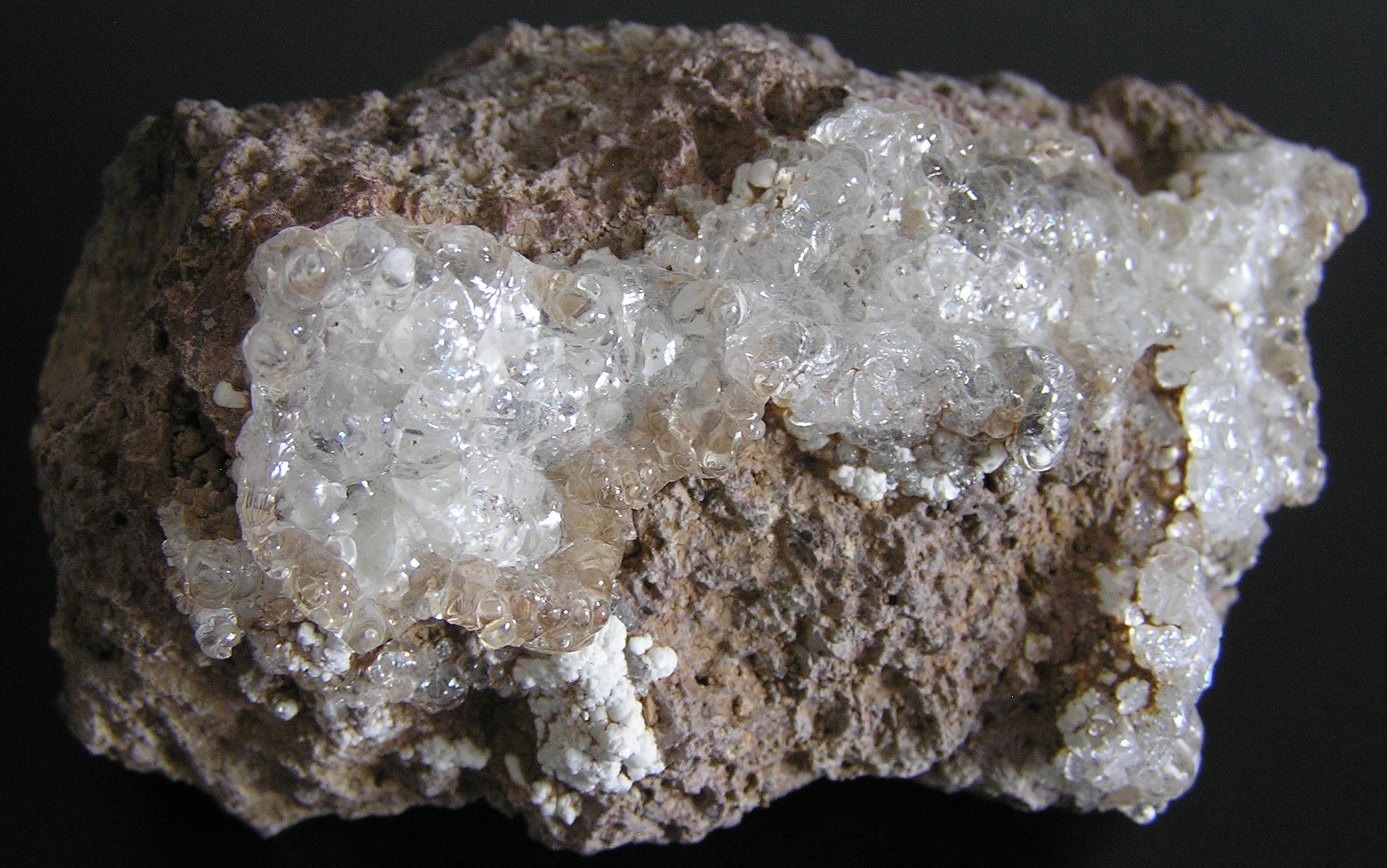
Hyalit-Glas auf Matrix aus Valeč v Čechách

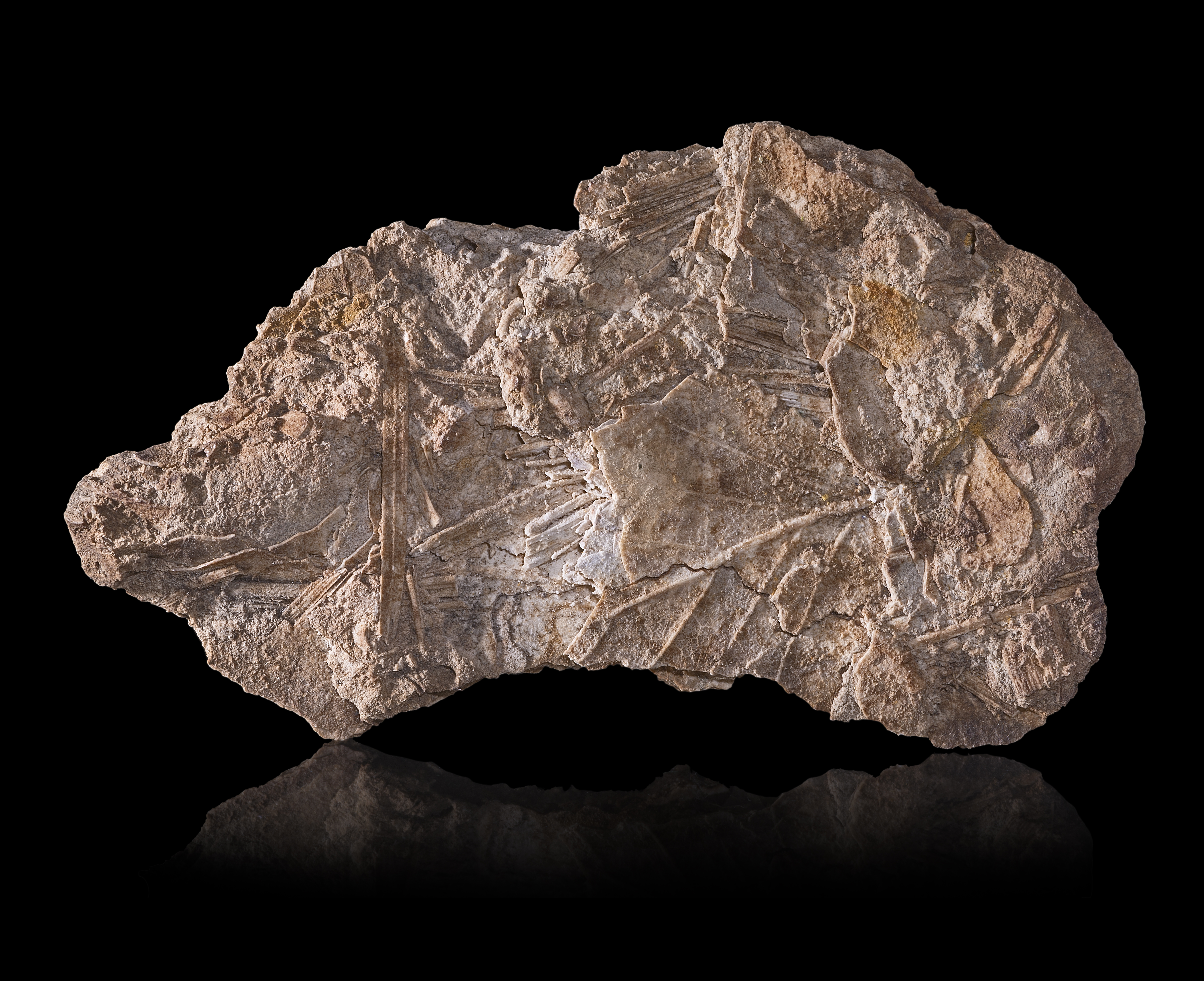
Geyserit

Zu den Gemeinen Opalen, die auch als „Halbopal“ bezeichnet werden, zählt der Hyalit (von griech. hyalos=Glas) oder auch Glasopal, der als einfacher, wasserklarer Opal mit traubig-nieriger bis krustenförmiger Ausbildung kein Farbenspiel zeigt.
Der ebenfalls den Gemeinen Opalen zugerechnete Hydrophan (aus dem Griechischen: hydor (Wasser) und phanos (scheinen)) oder auch Milchopal entsteht durch alterungsbedingten Wasserverlust aus Edelopal und ist milchigweiß mit nur noch mattem Glanz und schwacher Opaleszenz. Durch Wasseraufnahme wird er für kurze Zeit wieder durchsichtig und erhält sein volles Farbenspiel. Der Stein hieß bei den alten Mineralogen auch Weltauge (oculus mundi). Für eine Nutzung als Schmuck ist er ohne Bedeutung, man kann ihn aber in einer Flüssigkeit als Verzierung verwenden.
Holzopal schließlich entstand durch Verkieselung von Holz und ist von gelblicher bis bräunlicher Farbe.
Weitere zu den Gemeinen Opalen gehörende Varietäten sind der gebänderte Achatopal, der durch Eisenverbindungen rötliche bis braune Jaspopal, der gelbliche Honigopal, der porzellanähnliche, perlmuttglänzende Kascholong (Cacholong, Porzellanopal), der Moosopal mit seinen dendritischen Strukturen, der grüne und oft als Imitation für den Chrysopras verwendete Prasopal (Chrysopal) und der gelblichbraune, wachsglänzende Wachsopal.

Als Kieselsinter oder Geyserit werden lockere, feinkörnige Opal-Krusten (Kieselsinter) bezeichnet, die sich durch die Tätigkeit von Thermalquellen und Geysiren absetzen.
Kieselgur ist die einzige technisch verwendete Varietät. Als lockeres Aggregat mit feinen Poren ist er sehr saugfähig und wärmedämmend und wird daher im Bauwesen eingesetzt.

## Bildung

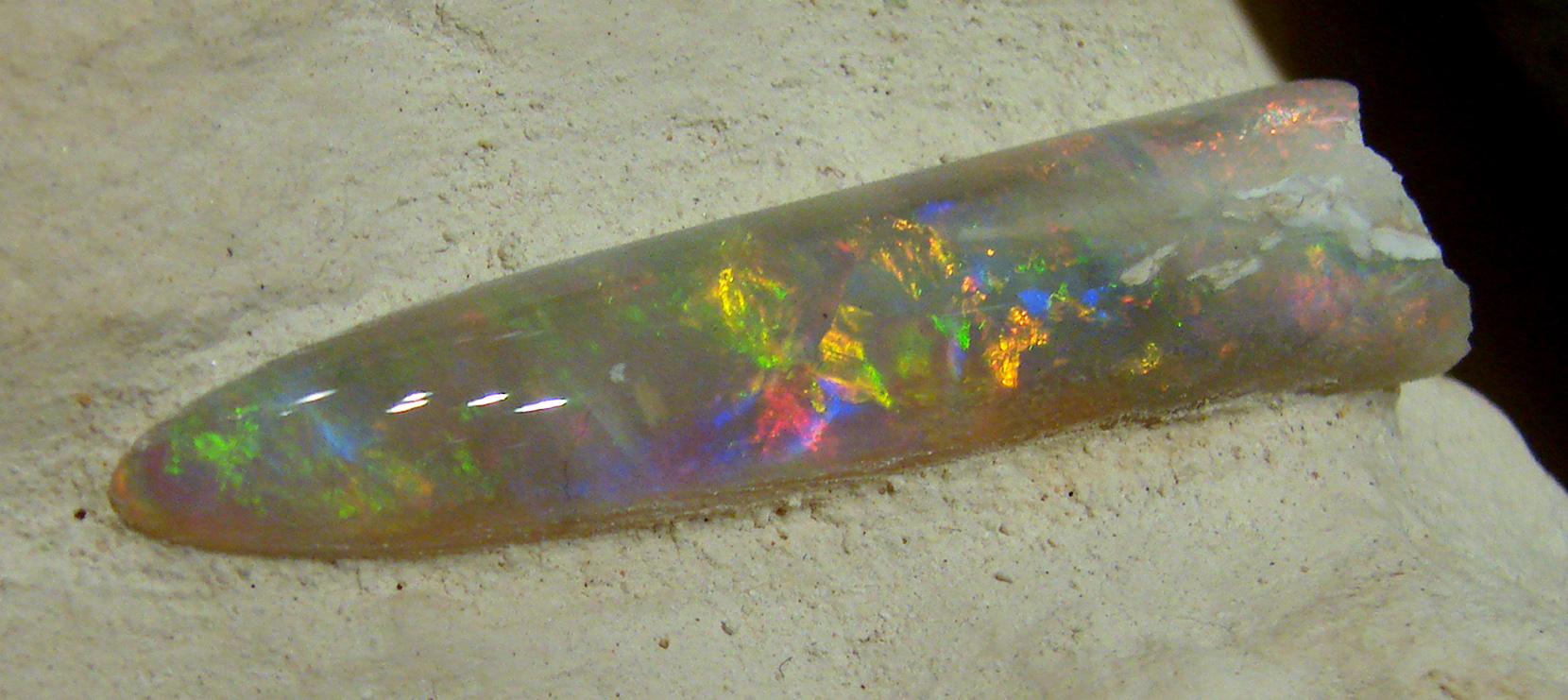
Opalisiertes Belemnitenrostrum aus der Oberkreide von Coober Pedy, ca. 95 Mio. Jahre alt

Opale bilden sich durch kieselsäurehaltige Flüssigkeitsansammlungen in unterschiedlichen Gesteinen. Sie entstehen entweder in Sedimentiten oder hydrothermal in Vulkaniten wie beispielsweise im Tuff, aber auch durch Sedimentation in organischem Material, wodurch unter anderem Holzopal entsteht. Begleitmineral ist der Chalcedon.

### Sedimentär gebildete Opale
In Sedimenten und Sedimentgesteinen bildet sich durch langsamen Wasserverlust ein Kieselsäure-Gel, das in eine feste Konsistenz übergeht. Im Laufe der Verdunstung des dabei beteiligten Wassers verbleibt ein Restanteil. Diese Prozesse bestimmen die Art und Weise der sedimentären Opalbildung. Wechselzyklen von trockenen und feuchten Klimaperioden sowie die Verwitterungsprodukte vorhandener Tonminerale sind weitere Voraussetzung der Opalbildung. Die großen australischen Opalvorkommen, die in einem Sedimentbecken entstanden, das ein Fünftel Australiens bedeckt, werden heute als ein Ergebnis von Verwitterungsprozessen angesehen, bei denen Kieselsäurelösungen in Tone, Sande, Gerölle kreidezeitlicher Flussläufe und Sandsteine sowie in feinkörnige, tonreiche Mergelschichten und grobkörnige Konglomeratbänder eindrang. Opal konnte Porenräume in körnigen Sedimentstrukturen füllen, die sich auch als Zementation zeigen kann. Auf diese Weise füllten sich ebenso vorhandene Lineamente, Hohlräume in Verwerfungszonen und andere planare Diskontinuitäten in Gesteinen. Da diese Räume vom Grundwasser durchströmt wurden und in Klimaperioden die Grundwasserpegel anstiegen und absanken, konnten sich die darin befindlichen Kieselsäure-Gele ablagern und festigen.

### Vulkanisch gebildete Opale
Opale kommen auch in vulkanischen Gesteinen vor, beispielsweise der Feueropal aus Mexiko in einem Rhyolithvorkommen. Die in vulkanischen Gesteinen vorkommenden Opale sind durch hydrothermale Prozesse entstanden, bei denen Hitze und Druck eine wesentliche Rolle spielen. In Untersuchungen russischer Wissenschaftler wurde festgestellt, dass sich die hydrothermale Bildung der Opale in zweierlei Hinsicht von der sedimentären unterscheidet: Die Kieselkugeln im Nanobereich werden nicht parallel, wie bei der Bildung sedimentärer Opale, sondern chaotisch eingelagert. Im Gegensatz zu den dreidimensionalen Kugeln der sedimentierten Opale entstehen zweidimensionale lückenhafte Photonische Bänder in der chaotischen Opal-Matrix. Blockartige Gebilde und dünne Filme sind für die Spektralfarbe und das Schillern vulkanisch gebildeter Opale verantwortlich.
Eine Besonderheit stellt der Eibenstockopal bei Eibenstock in Sachsen dar, der aderförmig in einem magmatischen Gestein, in Granitschichten, eingelagert wurde. Dies gilt auch für den Forcherit in Österreich bei Ingering in der Steiermark, der in Klüften von Gneisen vorkommt, ein metamorphes Gestein.

## Fundorte
Insgesamt gelten bisher über 4400 Fundorte für Opal als bekannt (Stand: 2021). Mit etwa 95 % der weltweit gehandelten Edelopale ist allerdings Australien der bedeutendste Exporteur. Mexiko ist mit etwa 4 % am Welthandel beteiligt und der Rest von etwa 1 % stammt aus anderen Teilen der Welt.

### Afrika
- Äthiopien; Edelopal und eine Art Feueropal in Rhyolithkugeln, Provinz Shewa; Kristallopal, Edelopal und seltener Schwarzopal aus der Bergregion Semien Wollo, der Wällo-Opal
- Mali bei Nioro du Sahel, Djudigui (Opale in Vulkaniten)
- Sambia am Kariba-See (Dendritenopal)

### Amerika

#### Nordamerika
- Mexiko: Jalisco bei Magdalena, Querétaro und Hidalgo

Neben Mexiko gibt es in Nordamerika noch in den Vereinigten Staaten, in Kanada und in Honduras Fundstellen von Opal.
- Honduras bei Intibukat, Erandique, Tambla und Guayoca
- USA: Arizona bei Tucson, Kalifornien in der Mojave-Wüste, Idaho im Yellowstone-Nationalpark (Vorkommen: Geyirit und in Vulkaniten), Louisiana bei Lafayette, Nevada im Virgin Valley, Oregon in den Blue Mountains und in Utah bei Milford

#### Südamerika

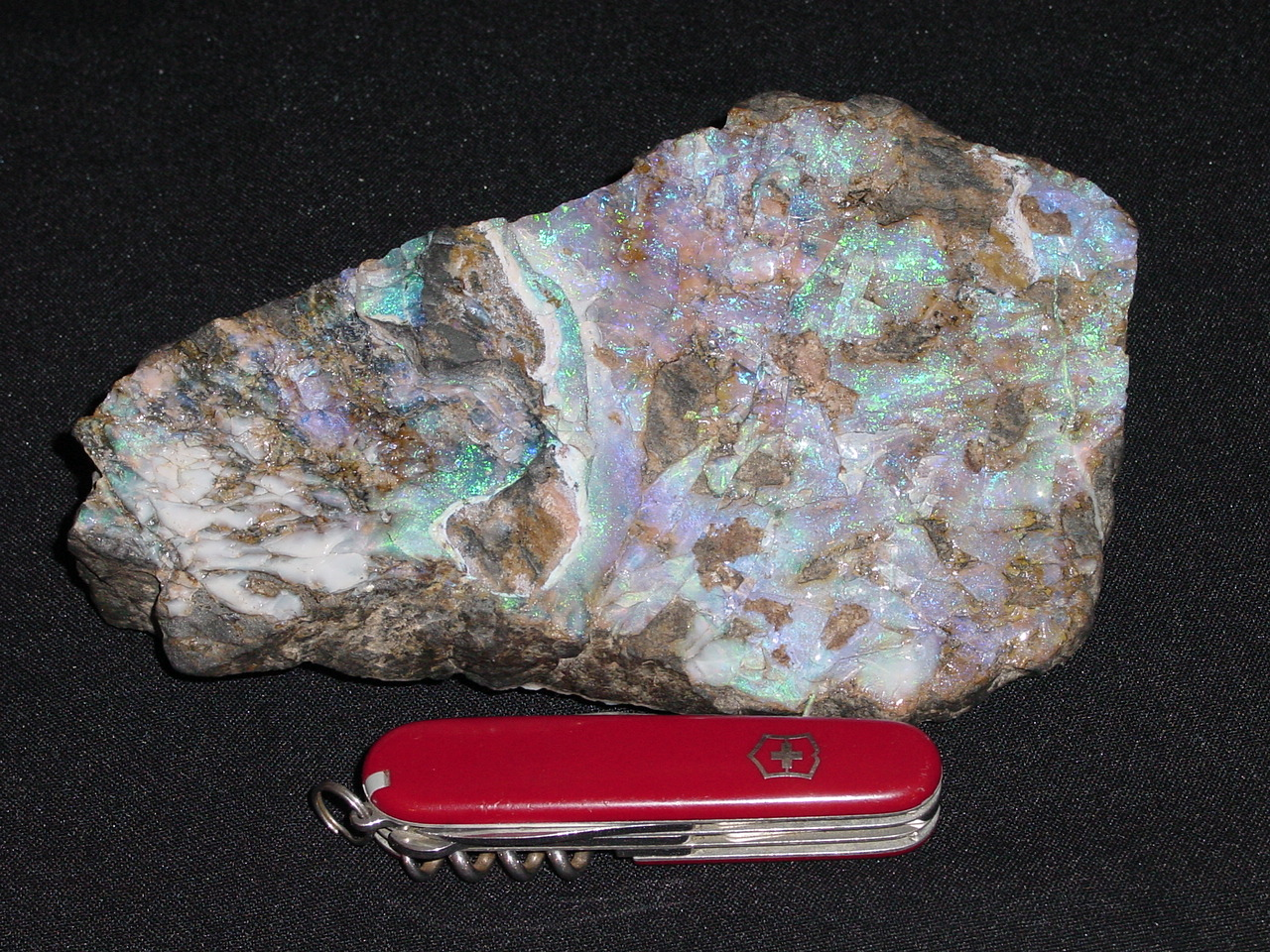
Boulder-Opal aus der Boi-Morto-Mine

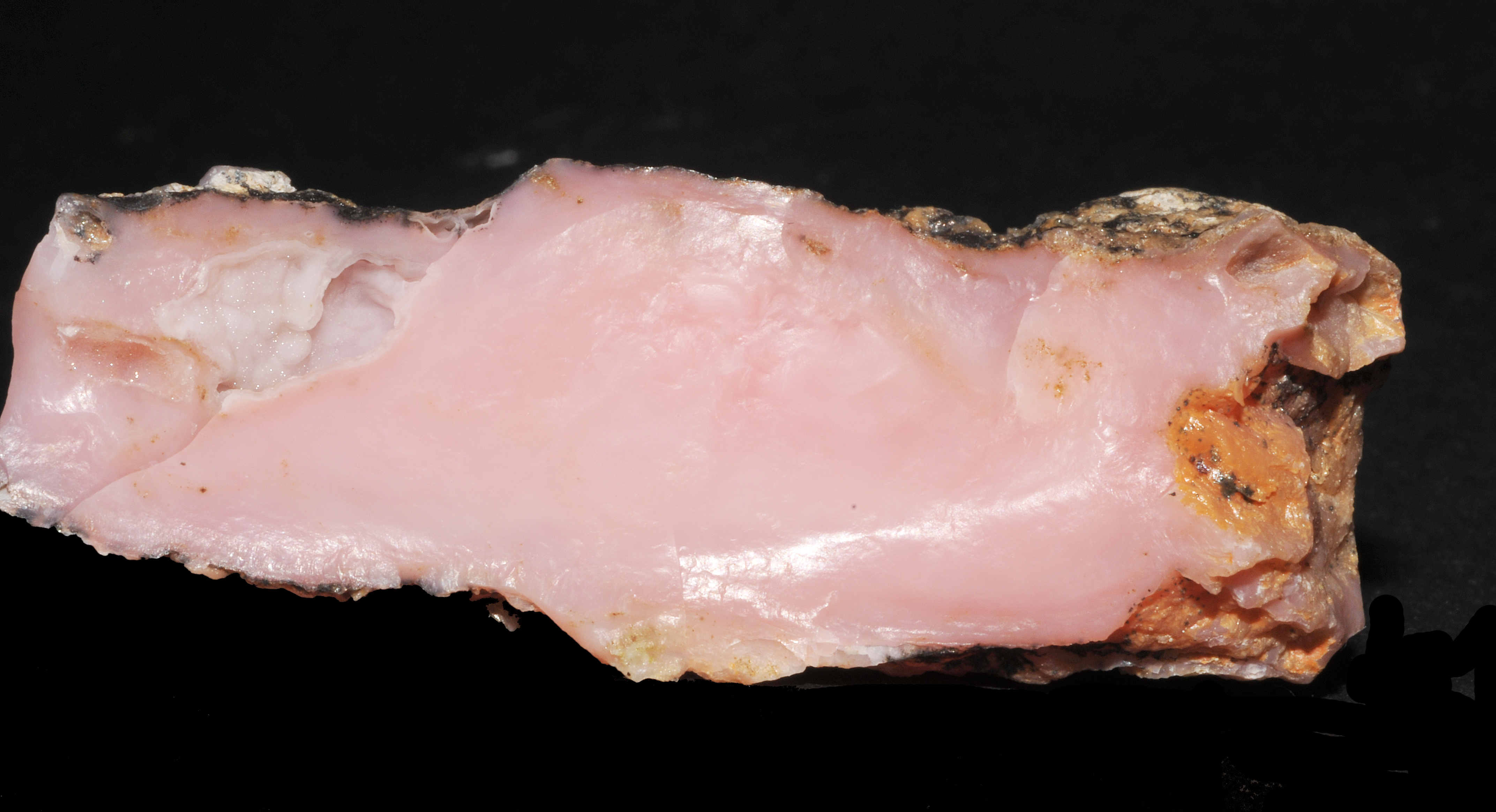
Rosa „Andenopal“ aus Peru

Die einzigen Edelopal-Vorkommen Südamerikas liegen in Brasilien. In Peru werden blaue und rosa Opale (ohne opalisierendes Farbenspiel) abgebaut, die unter dem Handelsnamen „Andenopal“ vertrieben werden.
Das größte brasilianische Fundgebiet ist die Gegend um den Ort Pedro II im Bundesstaat Piauí. Die millimeter- bis zentimeterdicken Opalgänge füllen Risse zwischen Sedimentgesteinen aus dem Devon und jurassischem Dolerit. Aufgrund des geringen Wassergehaltes gehören die Opale aus Pedro II zu den härtesten und stabilsten der Welt. Sie werden seit Beginn der 1970er Jahre kommerziell abgebaut, das wichtigste Bergwerk war und ist seit Mitte der 2000er Jahre wieder die Boi-Morto-Mine. Diese wurde von Australiern aufgebaut und betrieben, zum Abbau wurden Sprengungen und schwere Maschinen eingesetzt. Ab Ende der 1970er Jahre sanken die Fördermengen von bis zu 50.000 Kilogramm jährlich, 1985 schloss das letzte Bergwerk in Pedro II. Lokale Garimpeiros suchten weiterhin in Handarbeit an der Oberfläche nach Opalen und fanden immer wieder kleinere Vorkommen mit geförderten Mengen von einigen Kilogramm. Mitte der 2000er Jahre eröffnete ein australischer Opalhändler die Boi-Morto-Mine erneut und führt seitdem einen maschinellen Abbau durch. Brasilianischer Feueropal wurde in Castelo do Piauí und im Bundesstaat Rio Grande do Sul gefunden, dort in den Gemeinden Espumoso und Campos Borges.
Peruanische Opale werden gemeinsam als „Andenopale“ bezeichnet, die beiden Varianten unterscheiden sich jedoch deutlich voneinander. Die blauen Opale (teilweise auch blau-grün, blau-grau und türkisfarben) werden in der Acarí-Kupfermine nahe der Stadt Nazca aus einer etwa fünf Zentimeter dicken Schicht gefördert. Diese ist größtenteils mit braunem und schwarzem Dendriten durchsetzt, nur einzelne Opale sind von klarer blauer Farbe. Die Farbe entsteht durch mikroskopische Chrysokoll-Einschlüsse; der Opal enthält bis zu ein Prozent Kupfer. Rosafarbener Opal stammt aus der Monte-Rosa-Mine nahe Ica und ist kein reiner Opal, sondern eine Mischung aus Opal, Palygorskit und Chalcedon. Die Farbe entsteht durch kleinste Mengen von Chinonen, organische Verbindungen die u. a. in pflanzlichen Farbstoffen enthalten sind.

### Asien
- Indonesien auf Java und Sumatra
- Kasachstan im Gebiet Schambyl bei Dınmūhamed Qonayev und im Gebiet Almaty bei Jañaşar
- Türkei, Westanatolien bei Karamanca bei Şaphane und im Westen der Türkei Dendritenopale

### Australien und Ozeanien
- Australien in den Bundesstaaten New South Wales (Lightning Ridge, White Cliffs), South Australia (Andamooka, Coober Pedy, Mintabie, Lambina) und Queensland (Yowah, Koroit, Toompine, Quilpie, Kyabra-Eromanga, Bulgroo, Yaraka, Jundah, Opalton-Mayneside und Kynuna), ferner bei Springsure (Opale vulkanischen Ursprungs) und Dendritenopale bei Norseman in Western Australia
- Neuseeland im Coromandel Valley (Geysirit)

### Europa
Dubník in der Slowakei war vermutlich bereits zur Römerzeit als Abbaugebiet für Opale bekannt. Gesichert ist der dortige Opalabbau jedoch erst vom 15. bis ins 19. Jahrhundert. 1920 wurde er eingestellt. Dort wurde um 1670 auch einer der größten Edelopale Europas gefunden. Der 594 Gramm schwere Opal befindet sich seit ca. 1672 in der kaiserlichen Schatzkammer in Wien und gilt als der wertvollste Edelstein der Wiener Sammlung (Naturhistorischen Museums in Wien).
Fundstätten:
- Deutschland in Sachsen bei Gröppendorf und Eibenstock (historische Fundstätte)
- Frankreich zwischen Tours und Bourges (Quincyt, nach dem Ort Quincy benannt) und im Zentralmassiv und im Pariser Becken (bei letzterem der dunkelbraune Leberopal)
- Island (Geysirit)
- Österreich bei Ingering in der Steiermark (Forcherit, ein seltener Opal, der in Klüften von Gneisen vorkommt)
- Slowakei bei Dubník (historischer Fundort der sogenannten Ungarischen Opale, da Dubník bis 1918 in Ungarn lag)[28]
- Tschechien bei Červenka (historischer Fundort der Ungarischen Opale, da Červenka bis ins Jahr 1918 in Ungarn lag) und Český Krumlov (Dendritenopale).

### Außerhalb der Erde
Die NASA gab 2008 bekannt, dass sich auf dem Mars große Flächen befinden, die Opal enthalten. Aus dem Vorhandensein von Opal wird gefolgert, dass dort einmal Bedingungen herrschten, die eine Entstehung von Lebensformen ermöglicht haben könnten.

## Verwendung als Schmuckstein

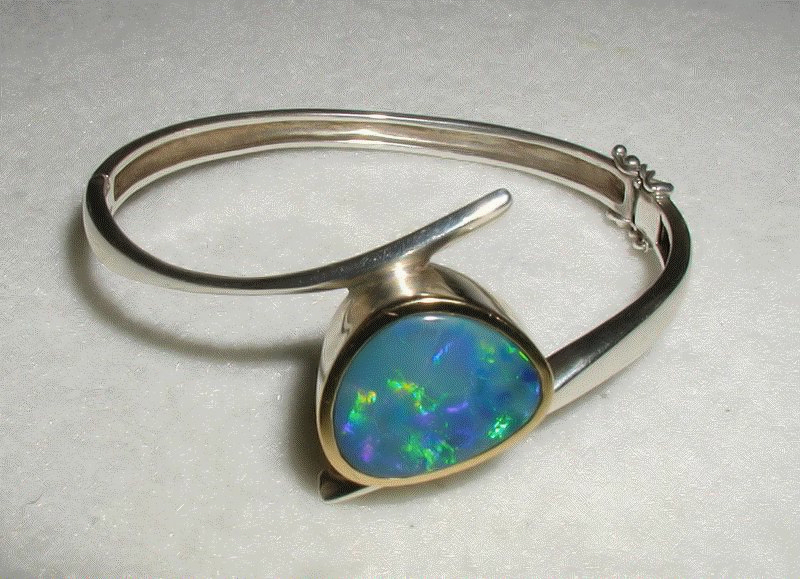
Opalarmband, Steingröße 15 mm × 18 mm

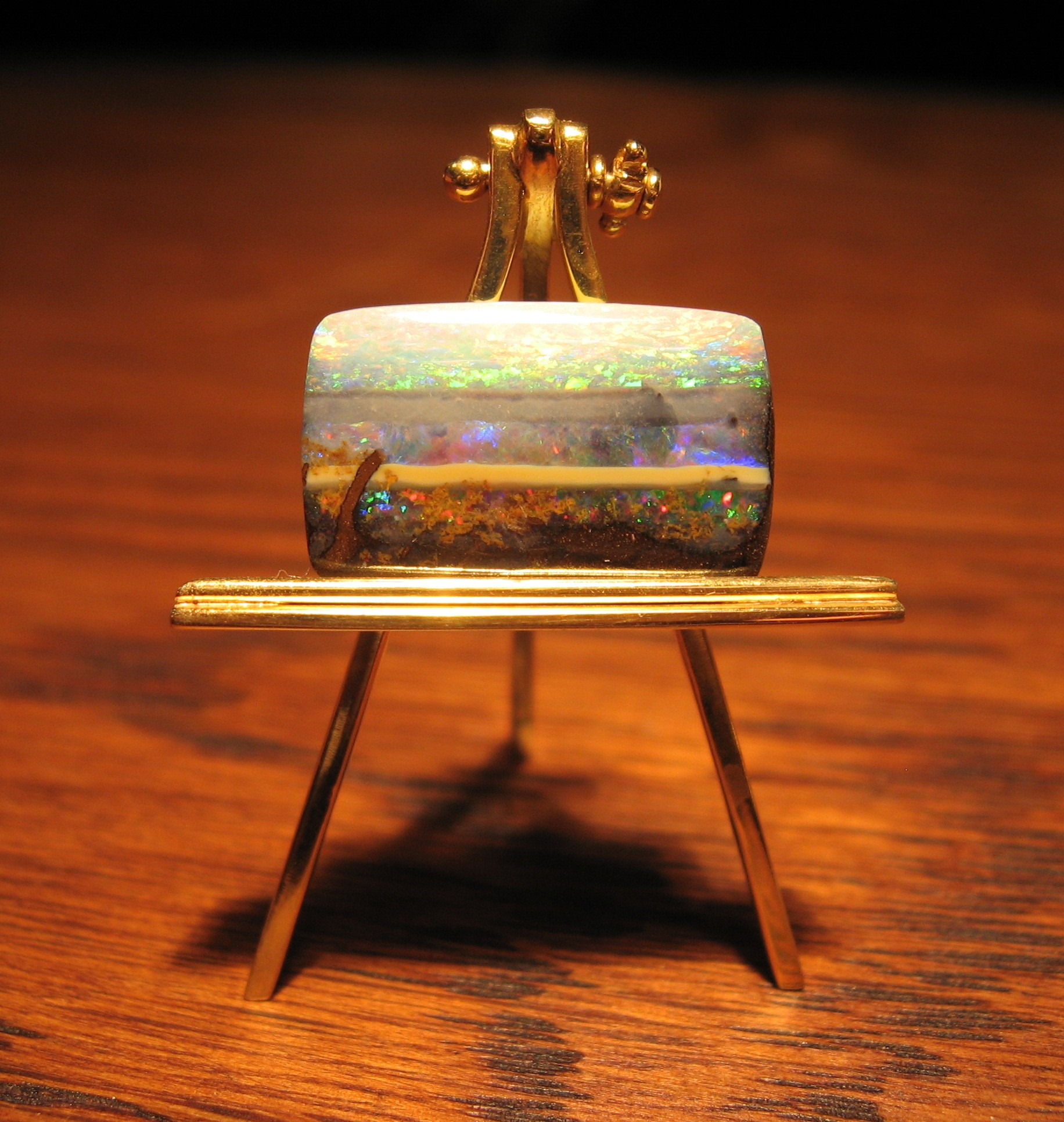
Landschaftsopal

Opale in Edelsteinqualität sind äußerst selten. Ein industrieller Abbau findet daher nur an wenigen Orten in der Welt statt. Opal wird zwar auf allen Kontinenten gefunden, allerdings kommen etwa 95 Prozent aller Opale aus Australien. Dort liefern den Hauptanteil der weltweiten Förderung die Lagerstätten um die Stadt Coober Pedy.
Um ihr Farbenspiel zur vollen Entfaltung zu bringen, werden Opale meist zu Cabochonen verschliffen. Eine Ausnahme stellt der Feueropal dar, bei dem der rot leuchtende Glanz mit einem Facettenschliff verstärkt wird.

### Opal-Beurteilung
Im internationalen Handel wird zur Beurteilung der Opale der AGIA Body Tone Chart der australischen Schmuckindustrie herangezogen.
Nach dieser Systematik weisen Natürliche Opale (englisch: Natural Opal) weder Sägespuren noch Polituren auf. Es gibt drei Typen: Typ 1 ist homogen chemisch zusammengesetzt und Typ 2 ist der typische Boulderopal aus Queensland, der noch mit dem Gestein verbunden ist, in dem er entstand und eine unterschiedliche chemische Zusammensetzung hat. Seine Außenseiten können auch opalisiert sein. Typ 3 entstand in Gesteinsbändern oder in Hohlräumen oder er weist flitterartige Einlagerung im Gestein auf und wird Matrixopal genannt.
Weitere Kriterien sind Körperfarbe und Transparenz. Die Körperfarbe variiert nach Dunkelheit bzw. Helligkeit. Eine Beurteilung ignoriert das Farbenspiel und folgt dem AGIA Body Tone Chart. Opale mit einer eindeutigen gelben, orangefarbenen, roten oder braunen Grundfarbe werden entsprechend der Skala entweder als Schwarzer, Dunkler oder Heller Opal klassifiziert. Opale sind unterschiedlich durchsichtig bis undurchsichtig. Dies wird im Durchlicht festgestellt. Auch schwach transparente Opale werden Kristallopale genannt, womit lediglich die Durchsichtigkeit, nicht die Struktur gemeint ist, denn alle Opale sind amorph.

#### Komposit-Opale, Synthetische Opale, Sonstige

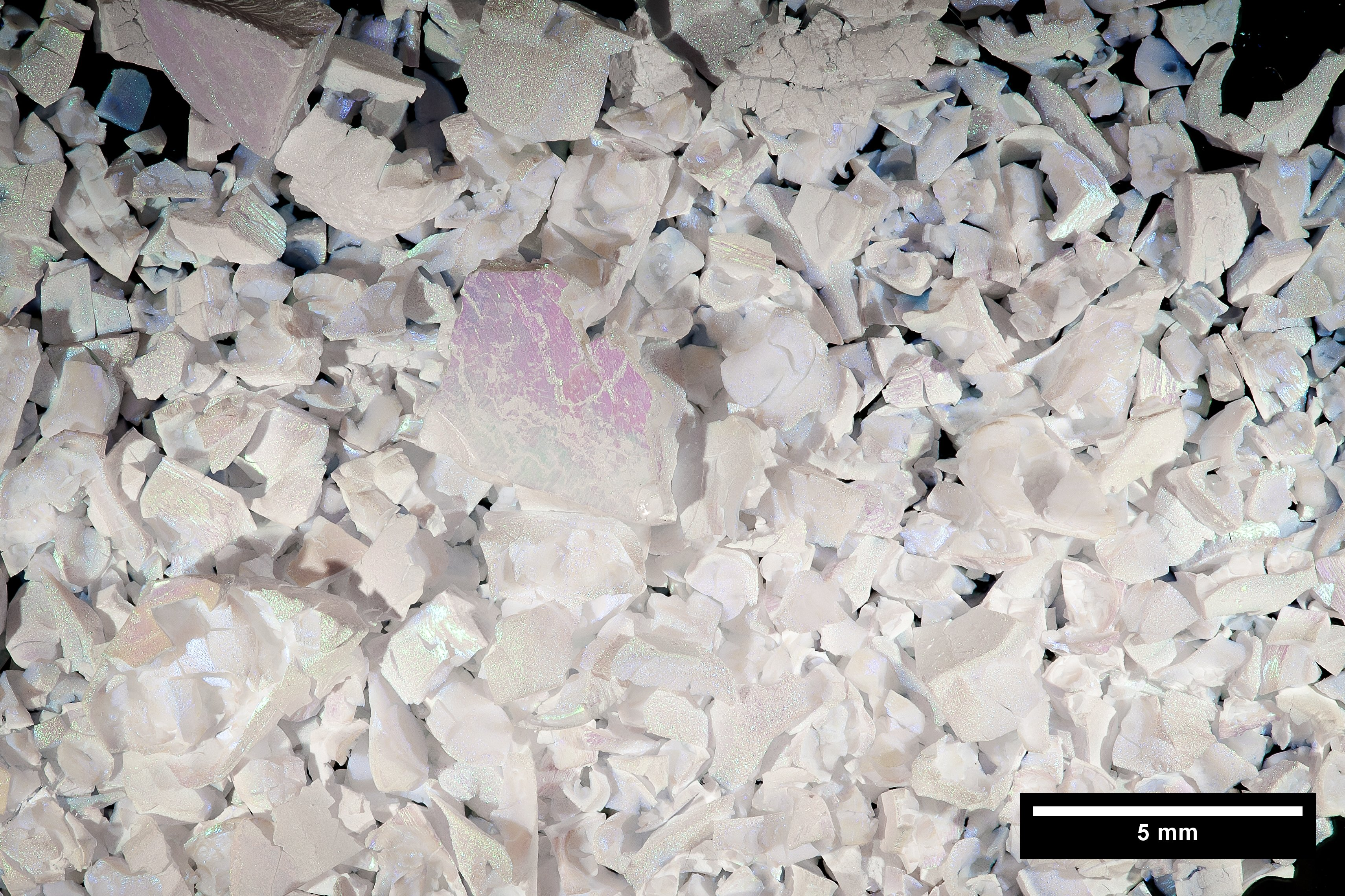
Im Labor synthetisierter Opal – an einzelnen Partikeln ist ein Farbspiel zu erkennen

Kompositopale bestehen aus natürlichen Opal-Laminaten, die von Hand auf anderen Materialien verkittet werden. Es gibt drei Arten, Dubletten, Tripletten und Intarsien.
Da die Schwarzen Opale selten und teuer sind, werden Dubletten und Tripletten hergestellt. Opaldubletten bestehen aus kalibrierten Edelopalen im Millimeterbereich auf einem dunklen Untergrund, meist auf dunklem Chalcedon oder Potch. Opaltripletten bauen sich aus drei Schichten auf, aus einer Schicht Gemeinen Opal als Unterlage, darüber ein millimeterdünner Edelopal und darauf früher zum Schutz ein durchsichtiger Bergkristall, heute Hartglas oder Bleiglas. Die Opaldubletten und -tripletten imitieren Schwarze Opale. Intarsienarbeiten setzen sich aus kleinen Edelopalen zusammen, die auf eine Unterlage zu Symbolen, Mustern und Motiven aufgekittet sind.
Natürliche Opalen können durch Farben, Hitze, Färben, Untergrund, Kleber, Lacke, Wachse, Öle oder durch Anwendung von Chemikalien in ihrem Aussehen verändert werden. Es gibt auch synthetische Opale, die künstlich hergestellt werden, aber eine identische Zusammensetzung wie die Edelopale haben, ferner auch aus Plastik, Gießharz und Glas (= Opalit).